# Кадыров, Владимир Акимович
Владимир Акимович Кадыров (туркм. Wladimir Kadyrow) — туркменский государственный деятель, дипломат.

## Биография
Родился 5 декабря 1947 года в поселке Кара-Кала Кара-Калинского района Ашхабадской области.
Образование высшее. В 1972 году окончил вечернее отделение юридического факультета Туркменского государственного университета. По специальности — юрист.
Кандидат юридических наук (1979).
С 1966 года работал секретарем судебных заседаний Коллегии по уголовным делам Верховного суда ТССР.
1973—1974 — служба в Советской Армии.
В дальнейшем работал в Институте философии и права Академии Наук ТССР.
С 1990 года — ректор Института повышения квалификации юридических кадров при Министерстве юстиции ТССР.
23.10.1996 — 28.07.2000 — директор Туркменского национального института демократии и прав человека при Президенте Туркменистана.
1995—1999 — депутат Меджлиса Туркменистана 1-го созыва, председатель Комитета по сводному законодательству Меджлиса Туркменистана.
22.08.2000 — 29.12.2005 — Чрезвычайный и Полномочный посол Туркменистана в Австрии, постоянный представитель Туркменистана при ОБСЕ.

## После отставки
Вышел на пенсию. Проживает в Ашхабаде.

## Награды
- Юбилейная медаль «20-летие Независимости Туркменистана» (25.10.2011)
- Юбилейная медаль «25-летие Независимости Туркменистана» (14.09.2016)
- Знак отличия «Искусный дипломат Туркменистана» (17 февраля 2024 года) — учитывая большие успехи в деле укрепления государственной независимости и нейтралитета, реализации внешнеполитического курса, наращивания отношений в политической, экономической, культурно-гуманитарной и других областях, защиты государственных интересов Туркменистана, подготовки молодых специалистов, добросовестную и образцовую работу в дипломатической службе на протяжении многих лет, а также по случаю Дня дипломатических работников Туркменистана[1]

## Избранная библиография
- Административно-территориальное устройство ТССР в свете нового конституционного законодательства / В. Кадыров. — Ашхабад: «Ылым», 1979.
- Местные Советы и комплексное развитие территорий / В. А. Кадыров; отв. ред. М. А. Шафир, АН ТССР, Отд. философии и права. — Ашхабад: «Ылым», 1989.